# Kerstin Protz
Kerstin Protz (geb. 1969 in Neumünster) ist eine deutsche Krankenschwester, Dozentin, Fachautorin und Versorgungsforscherin. Protz hat zur Wundbehandlung, zur Versorgung von Menschen mit chronischen Wunden und zur Kompressionstherapie zahlreiche Fachartikel sowie einige Bücher veröffentlicht und ist an vielen Fach- und Lehrbüchern sowie an der Erstellung medizinischer Leitlinien der Arbeitsgemeinschaft der Wissenschaftlichen Medizinischen Fachgesellschaften und Erarbeitung von Pflegestandards des Deutschen Netzwerks für Qualitätsentwicklung in der Pflege in diesen Themenfeldern beteiligt. Protz ist am Institut für Versorgungsforschung in der Dermatologie und bei Pflegeberufen (IVDP) am Universitätsklinikum Hamburg Eppendorf tätig und wurde für ihre wissenschaftliche Arbeit mehrfach ausgezeichnet. Ehrenamtlich engagiert sie sich in mehreren Fachgesellschaften, ist Erste Vorsitzende des Wundzentrum Hamburg und gehörte bis 2023 dem Vorstand der European Wound Management Association an.

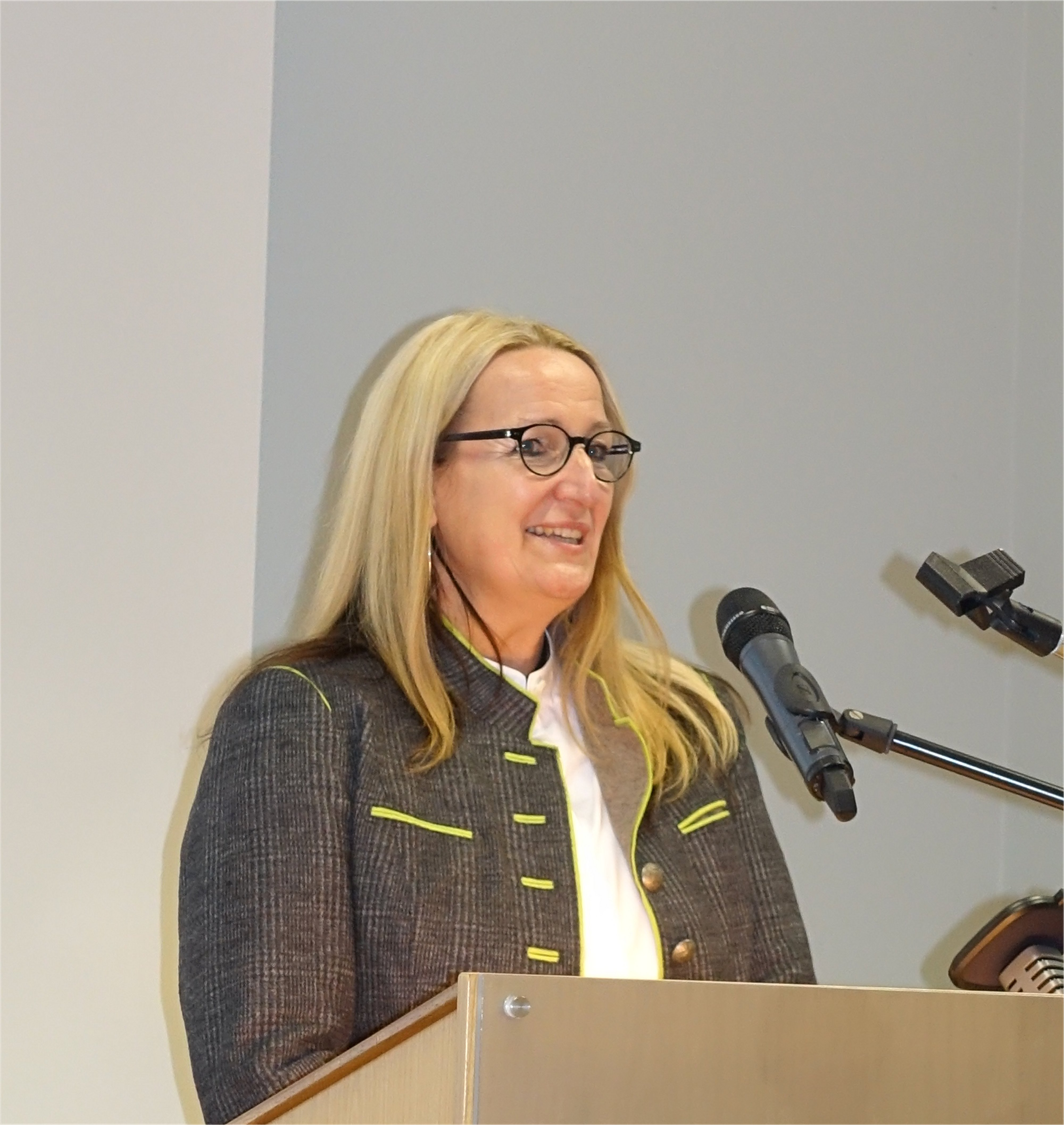
Kerstin Protz, 2022

## Werdegang
Nach dem Abitur im Jahre 1988 machte Protz eine Ausbildung zur Krankenschwester und arbeitete bis zum Jahr 2000 in mehreren Hamburger Krankenhäusern auf verschiedenen Stationen, unter anderem der Unfall- und Wiederherstellungschirurgie sowie der Bauch- und Gefäßchirurgie. Mit Absolvierung eines Fachseminars an der Berufsakademie in Heidenheim im Jahr 2000 spezialisierte sich Protz auf das Themenfeld der Wundversorgung. Ab 2000 war sie in verschiedenen Unternehmen im Sanitätsfachhandel und im Bereich Homecare tätig. Seit 2003 ist sie geprüfte Sachverständige für Pflege im Bundesverband Deutscher Sachverständiger und Fachgutachter. Berufsbegleitend absolvierte Protz von 2000 bis 2004 ein Studium zur Managerin im Sozial- und Gesundheitswesen an der Hamburger Universität für Wirtschaft und Politik. Seit 2007 ist Protz Wundexpertin ICW nach dem Curriculum der Initiative Chronische Wunden. Im Jahr 2008 machte sie sich als Fachautorin und Referentin im Themenfeld der Versorgung von Menschen mit chronischen Wunden selbständig. Seit Januar 2010 ist Protz zudem am Universitätsklinikum Hamburg-Eppendorf im Institut für Versorgungsforschung in der Dermatologie und bei Pflegeberufen (IVDP) unter der Leitung von Matthias Augustin tätig.

### Leitlinienarbeit
Protz wurde aufgrund ihrer wissenschaftlichen und praktischen Expertise mehrfach in Expertenarbeitsgruppen berufen, die sich der Erarbeitung von medizinischen und pflegerischen Leitlinien und Standards widmeten. Sie war an der Erstellung der S3-Leitlinie Palliativmedizin für Patienten mit einer nicht heilbaren Krebserkrankung beteiligt, die unter Federführung der Deutschen Gesellschaft für Palliativmedizin erstellt und im Jahr 2018 von der Arbeitsgemeinschaft der Wissenschaftlichen Medizinischen Fachgesellschaften (AWMF) publiziert wurde. Für die Deutsche Gesellschaft für Phlebologie wirkte Protz an der S2k-Leitlinie Kompressionstherapie mit Medizinischem Kompressionsstrumpf, Phlebologischem Kompressionsverband und Medizinischem adaptiven Kompressionssystem mit, die ebenfalls im Jahr 2018 von der AWMF herausgegeben wurde. Protz wurde ebenfalls mehrfach durch das Deutsche Netzwerk für Qualitätsentwicklung in der Pflege (DNQP) in Expertenarbeitsgruppen berufen. Sie war an der Erarbeitung des DNQP Expertenstandards Pflege von Menschen mit chronischen Wunden in 2009 sowie dessen Aktualisierung in den Jahren 2015 und 2024 beteiligt. Zudem gehörte Protz der Gruppe an, die den DNQP Expertenstandard Erhaltung und Förderung der Hautintegrität in der Pflege erarbeitete, dessen Entwurf im Februar 2023 auf der 11. Konsensuskonferenz des DNQP vorgestellt wurde.

## Publikationen
Im Jahr 2004 erschien Protz‘ Fachbuch "Moderne Wundversorgung" im Elsevier-Verlag. Das Buch thematisiert das Vorgehen und den Materialeinsatz bei der Versorgung von Menschen mit chronischen Wunden, insbesondere dem Dekubitus, dem diabetischen Fußulkus sowie dem Ulcus cruris und erschien im Jahr 2022 in der zehnten Auflage.

### Bücher als Autorin
- Moderne Wundversorgung. 10. Auflage. Elsevier Verlag, München 2022, ISBN 978-3-437-27887-7.
- Kompressionstherapie. Ein Überblick für die Praxis. Springer Medizin Verlag, Heidelberg 2016, ISBN 978-3-662-49743-2.
- Wunde. Einfach – Praktisch. Verlag für Medizinische Publikationen BvH, Stade 2009, ISBN 978-3-00-026336-1.

### Bücher als Beitragende (Auswahl)
- Zeitgemäße Wundauflagen. In: Pflege von Menschen mit Chronischen Wunden. Hans Huber Verlag, Bern 2015, ISBN 978-3-456-85194-5, S. 411–461.
- Wundversorgung. In: Pflege Heute. Urban & Fischer (Elsevier), München 2019, ISBN 978-3-437-26778-9, S. 1315–1325.
- Wundmanagement. In: I Care. Pflege. Thieme Verlag, Stuttgart 2020, ISBN 978-3-13-241828-8, S. 666–684.
- Wundmanagement. In: Pflegen. Grundlagen und Interventionen. Elsevier, München 2021, ISBN 978-3-437-28750-3, S. 765–785.
- Edukation in der Wundversorgung. In: Martin Schieron, Christa Büker, Angelika Zegelin: Patientenedukation und Familienedukation in der Pflege, Hogrefe Verlag, Bern 2021, ISBN 978-3-456-86041-1, S. 231–233.
- Wundversorgung. In: Pflegetechniken. Von Absaugen bis ZVK. Elsevier, München 2022, ISBN 978-3-437-27093-2, S. 570–590.
- Systematics of wound therapeutics und Wound documentation. In: Joachim Dissemond, Knut Kröger: Chronic Wounds. Diagnostics Therapy Health Care, Urban & Fischer (Elsevier), München 2021, ISBN 978-0-7020-6762-4, S. 195–226 und S. 369–379.

### Fachartikel
Protz publiziert regelmäßig in diversen pflegerischen und medizinischen Fachmagazinen, hierzu gehören Der Hausarzt, Rechtsdepesche für das Gesundheitswesen, Der Niedergelassene Arzt, Vasomed, Die Schwester, Der Pfleger, CNE-Certified Nurses Education, Heilberufe oder Phlebologie, das offiziellen Organ der Deutschen Gesellschaft für Phlebologie und Lymphologie. Sie gehört seit Gründung zum Autorenstamm der seit 2007 in Wiesbaden erscheinenden Zeitschrift Wundmanagement und gestaltet eine zweimonatlich erscheinende Rubrik zu aktuellen Pflegethemen. Ihre Forschungsergebnisse hat Protz in diversen begutachteten internationalen Zeitschriften publiziert, hierzu gehören Wound Repair and Regeneration, Die Dermatologie, International Wound Journal und das Journal der Deutschen Dermatologischen Gesellschaft (JDDG).

#### Wissenschaftliche Veröffentlichungen als Erstautor
- "Broschüren zur Unterstützung der Patientenedukation in den Themenbereichen MRSA, Kompression und Wundwissen – Eine Untersuchung anhand der Veröffentlichungen des Wundzentrum Hamburg" in Pflegewissenschaft, 2013
- "Loss of Interface Pressure in Various Compression Bandage Systems over Seven Days" in  Dermatology, 2014
- "Kompressionstherapie – Versorgungspraxis. Informationsstand von Patienten mit Ulcus cruris venosum" im Journal der Deutschen Dermatologischen Gesellschaft. 2016
- "Kompressionstherapie – Grundlagen, Hürden und Kosten", in Pflegezeitschrift, 2017
- "Kompressionsmittel für die Entstauungstherapie. Vergleichende Erhebung im Querschnitt zu Handhabung, Anpressdruck und Tragegefühl" in Der Hautarzt, 2017
- "Kompressionsverbände mit und ohne Unterpolsterung. Eine kontrollierte Beobachtungsstudie zu Kompressionsdruck und Tragekomfort" in Der Hautarzt, 2018
- "Education in people with venous leg ulcers based on a brochure about compression therapy: A quasi-randomised controlled trial" in International Wound Journal, 2019
- "Increasing competence in compression therapy for venous leg ulcers through training and exercise measured by a newly developed score—Results of a randomised controlled intervention study" in Wound Repair and Regeneration, 2021
- "Phlebological compression bandaging competence: comparing performance of nurses before and after one-off training" in Journal of Wound Care, 2022
- "Lokale Wundtherapie bei Ulcus cruris venosum" in Phlebologie, 2023
- "Einteilung und Nomenklatur der aktuellen Materialien zur Kompressionstherapie" in Dermatologie (ehem. Der Hautarzt), 2023

## Preise und Auszeichnungen
Protz wurde mehrfach für ihre Forschungen in den Bereichen Wundversorgung, Kompressionstherapie und Patientenedukation ausgezeichnet.
- 2012 Deutscher Wundpreis – Posterpreis, Initiative Chronische Wunde[7]
- 2013 Agnes-Karll-Pflegepreis[8]
- 2013 Deutscher Wundpreis, Initiative Chronische Wunde[9]
- 2013 Hartmann-Preis, Deutsche Gesellschaft für Phlebologie[8]
- 2013 Drei-Länder-Wundpreis, Foundation Urgo[8]
- 2014 Deutscher Wundpreis, Initiative Chronische Wunde
- 2015 Drei-Länder-Wundpreis, Foundation Urgo
- 2016 Forschungspreis, Stiftung Coloplast
- 2017 Drei-Länder-Wundpreis, Foundation Urgo
- 2018 Hygiene medial vermitteln Posterpreis, Deutsche Gesellschaft für Krankenhaushygiene (DGKH)[10]
- 2019 Goldenes Ehrenzeichen, Österreichische Gesellschaft für vaskuläre Pflege[11]
- 2022 Drei-Länder-Wundpreis, Foundation Urgo[12]
- 2022 Juzo Forschungspreis Phlebologie, Deutsche Gesellschaft für Phlebologie[13]